# L'Insulte (film, 1921)
Pour le film de Ziad Doueiri, voir L'Insulte.
Pour plus de détails, voir Fiche technique et Distribution.
L'Insulte (titre original : To a Finish) est un film muet américain réalisé par Bernard J. Durning, sorti en 1921.

## Fiche technique
- Titre original : To a Finish
- Titre français : L'Insulte
- Réalisation : Bernard J. Durning
- Scénario : John Stone
- Directeur de la photographie : Frank B. Good
- Pays de production : États-Unis
- Son : muet
- Couleur : noir et blanc
- Format : 1.33 : 1
- Dates de sortie : 
  - États-Unis : 21 août 1921
  - France : 18 juillet 1924

## Distribution
- Buck Jones : Jim Blake
- Helen Ferguson : Doris Lane
- G. Raymond Nye : Bill Terry
- Norman Selby : Wolf Gary
- Herschel Mayall : Joe Blake